# Надеждинский сельсовет (Башкортостан)
Надеждинский сельсовет — муниципальное образование в Иглинском районе Башкортостана.

## История
Согласно «Закону о границах, статусе и административных центрах муниципальных образований в Республике Башкортостан» имеет статус сельского поселения.

## Население
| 2002 | 2009 | 2010 | 2012 | 2013 | 2014 | 2015 |
| ---- | ---- | ---- | ---- | ---- | ---- | ---- |
| 623  | ↘519 | ↗598 | ↘585 | ↘577 | ↘571 | ↘566 |
| 2016 | 2017 | 2018 |      |      |      |      |
| ↘550 | ↘534 | ↘526 |      |      |      |      |

## Состав сельского поселения
| № | Населённый пункт | Тип населённого пункта       | Население |
| - | ---------------- | ---------------------------- | --------- |
| 1 | Пятилетка        | село, административный центр | ↘210      |
| 2 | Тикеево          | деревня                      | ↗117      |
| 3 | Октябрьский      | деревня                      | ↘100      |
| 4 | Булан-Турган     | деревня                      | ↗60       |
| 5 | Социалистический | деревня                      | ↗46       |
| 6 | Старая Кудеевка  | деревня                      | ↗34       |
| 7 | Новый            | деревня                      | ↗31       |